# Oskar Lasche
Oskar Lasche (* 22. Juni 1868 in Leipzig; † 30. Juni 1923 in Berlin) war ein deutscher Maschinenbau-, Elektro- und Eisenbahningenieur.

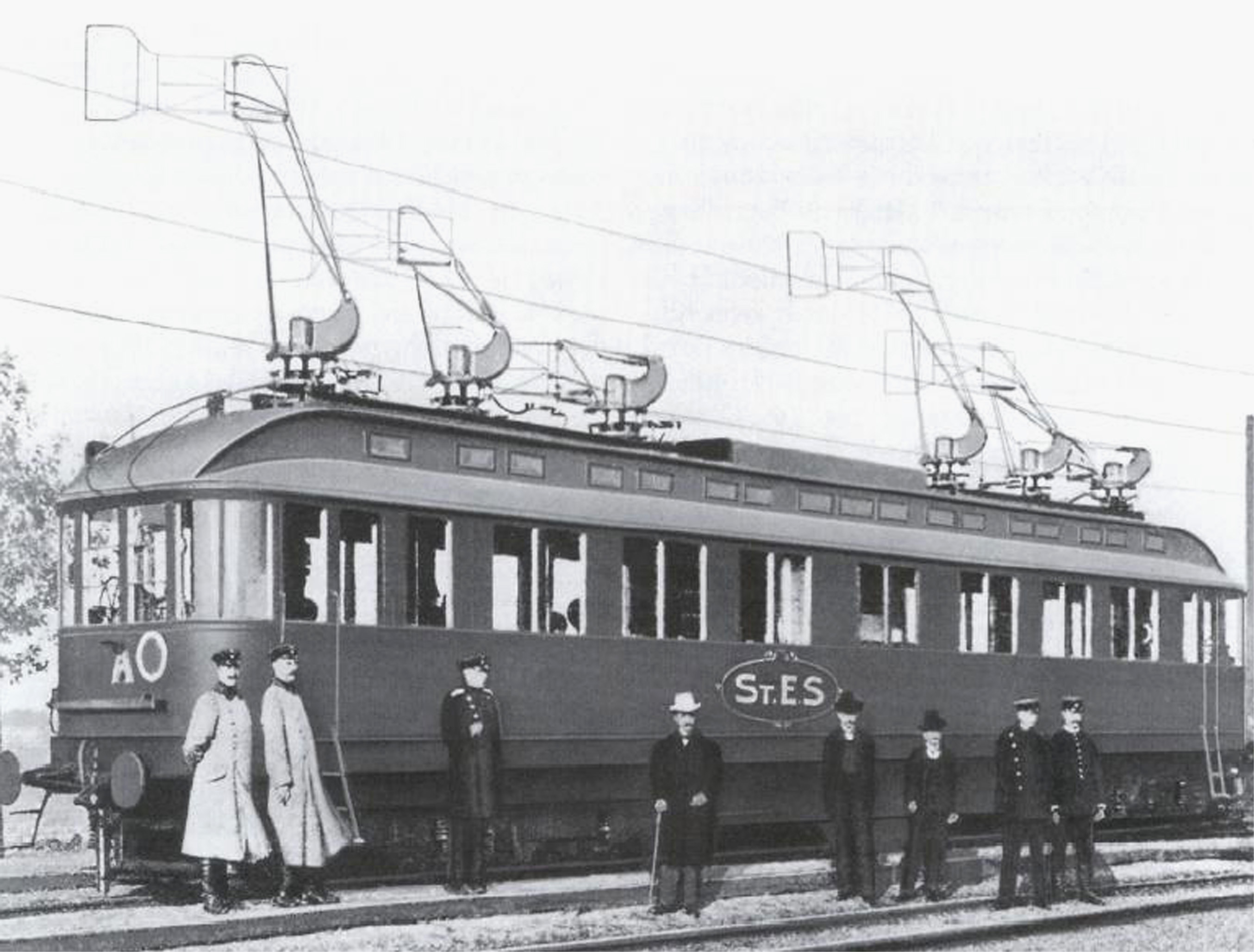
Der Drehstrom-Schnellbahnwagen der AEG, der 1903 den Geschwindigkeitsweltrekord aufstellte.

## Leben
Nach dem Besuch der Thomasschule zu Leipzig und Kreuzschule in Dresden studierte Lasche an der TH Charlottenburg (TU Berlin) Maschinenbau. Nach Auslandsaufenthalten fand Lasche bei der AEG in Berlin eine Anstellung als Oberingenieur, ab 1902 als Direktor der Maschinenfabrik in der Brunnenstraße in Berlin-Wedding, dann ab 1904 als erster Direktor der neuen AEG-Turbinenfabrik an der Huttenstraße in Berlin-Moabit.
Bekannt wurde Lasche durch seine Dampfturbinenkonstruktionen und durch den unter seiner Führung für die Studiengesellschaft für Elektrische Schnellbahnen konstruierten, manchmal auch „Lasche-Lok“ genannten elektrischen Drehstrom-Schnellbahnwagen,  der 1903 auf der Militärbahn Berlin/Marienfelde-Zossen mit 210 km/h einen Geschwindigkeitsweltrekord aufstellte.
Weiterhin erkannte Lasche schon früh die Bedeutung, die der Dieselmotor speziell im Schiffbau erlangen würde. Er war Mitglied des Vereins Deutscher Ingenieure (VDI) und des Berliner Bezirksvereins des VDI.